# Росселли, Маттео
Маттео Росселли (итал. Matteo Rosselli; 8 августа 1578, Флоренция — 18 января 1650, Флоренция) — итальянский живописец раннего барокко флорентийской школы. Один из главных представителей стиля контрреформации в Италии.

## Биография

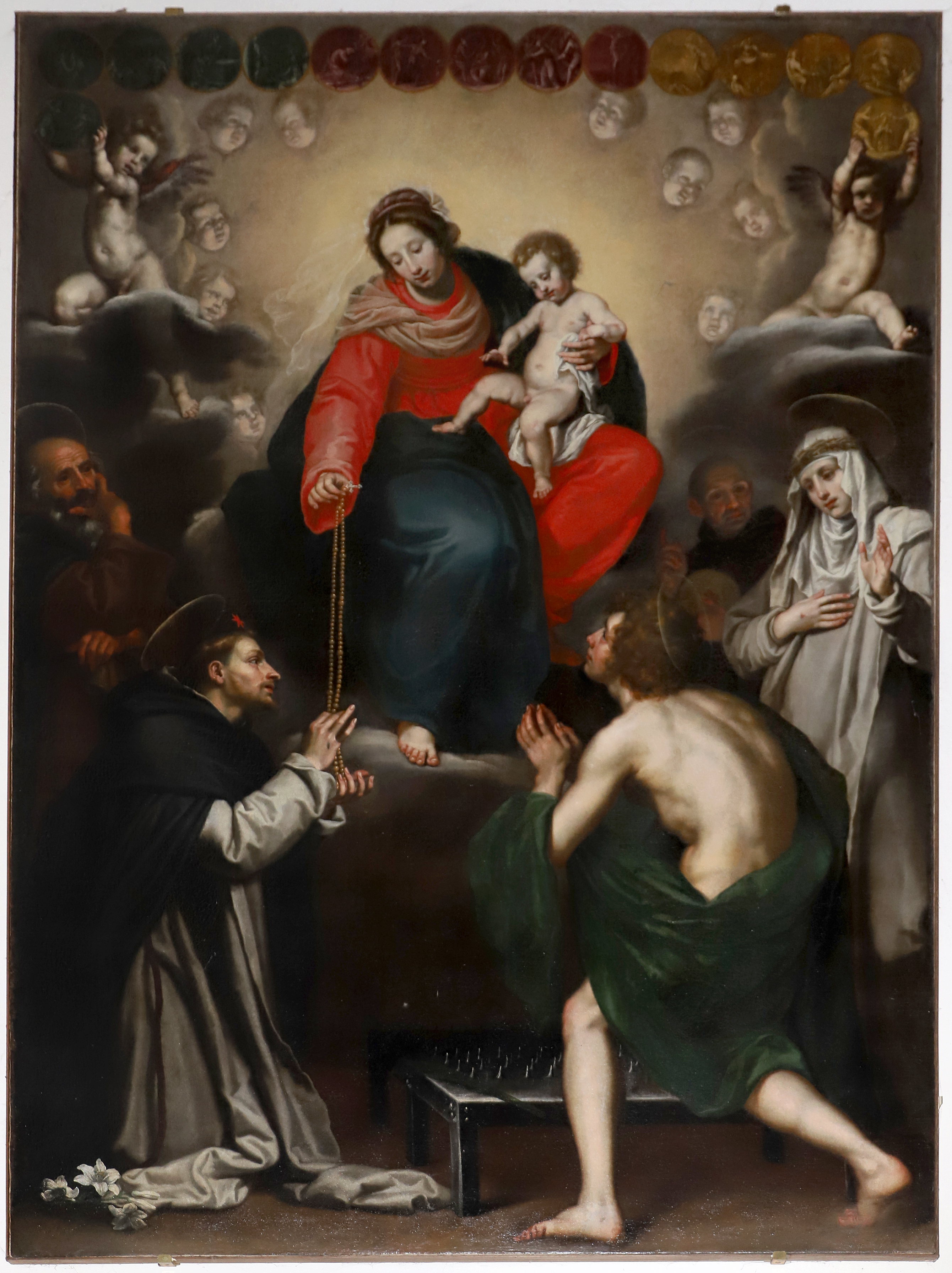
Maдонна Розария со святыми Антонио Абате, Домиником, Винченцо Сарагосским, Екатериной де Риччи и Франциском. 1649. Пьетрасанта, Собор

Основным источником биографии художника являются «Заметки о мастерах рисунка от Чимабуэ до наших дней» (Notizie de' professori del disegno da Cimabue in qua, 1681), посвящённые ему его другом Филиппо Бальдинуччи, который в юности был его учеником. Кроме личных воспоминаний, Бальдинуччи почерпнул сведения из «либретто» наследников художника, в котором были отмечены все его картины до 1635 года. О Росселли писал и аббат Луиджи Ланци, первый официальный историк итальянской живописи, указывая на него как на центральную фигуру, сохранившую флорентийские традиции.
Сначала он учился у живописца Грегорио Пагани. 26 февраля 1599 года был принят в Академию рисунка, организованную в 1561 году во Флоренции Джорджо Вазари. Он выполнил несколько фресок на тему «Легенды о происхождении ордена сервитов» (1614—1618) в Палаццо Питти, а также картины («Лот с дочерьми», «Товия и ангел») для Галереи Корсини во Флоренции, росписи в монастыре базилики Сантиссима Аннунциата, алтарную картину «Мадонна с Младенцем» и запрестольный образ Святого Франциска для церкви Санта-Мария-Маджоре во Флоренции, «Поклонение волхвов» (1607) для церкви Сант-Андреа-ин-Монтеварки. Его «Распятие» (1613) находится в приходской церкви в Скарперии. Он написал «Тайную вечерю» (1614), которая сейчас находится в монастырской школе (сonservatorio) Святого Петра-Мученика (San Pier Martire).
Он расписал приёмные залы виллы Поджо-Империале сценами, изображающими императоров австрийского дома среди библейских персонажей (1619—1623). Он написал «Мадонну Розария» (1649) для собора Пьетрасанта и многое другое. Самая большая коллекция рисунков Росселли содержится в парижском Лувре, многие из которых являются предварительными набросками для других работ.
В 1605 году Маттео Росселли отправился в Рим. После смерти французского короля Генриха IV в 1610 году художнику были заказаны две памятные картины, изображающие события из жизни короля. Он написал ряд фресок для Дома Буонарроти во Флоренции, основанных на событиях жизни великого Микеланджело. Все они были заказаны его племянником Леонардо Буонарроти. Росселли скончался во Флоренции, похоронен в церкви Сан-Марко.
Среди его многочисленных учеников были Бальдассаре Франческини (Вольтеррано), Лоренцо Липпи, Франческо Фурини, Джованни да Сан-Джованни (Джованни Манноцци) и Якопо Виньяли.